# Alice Cooper

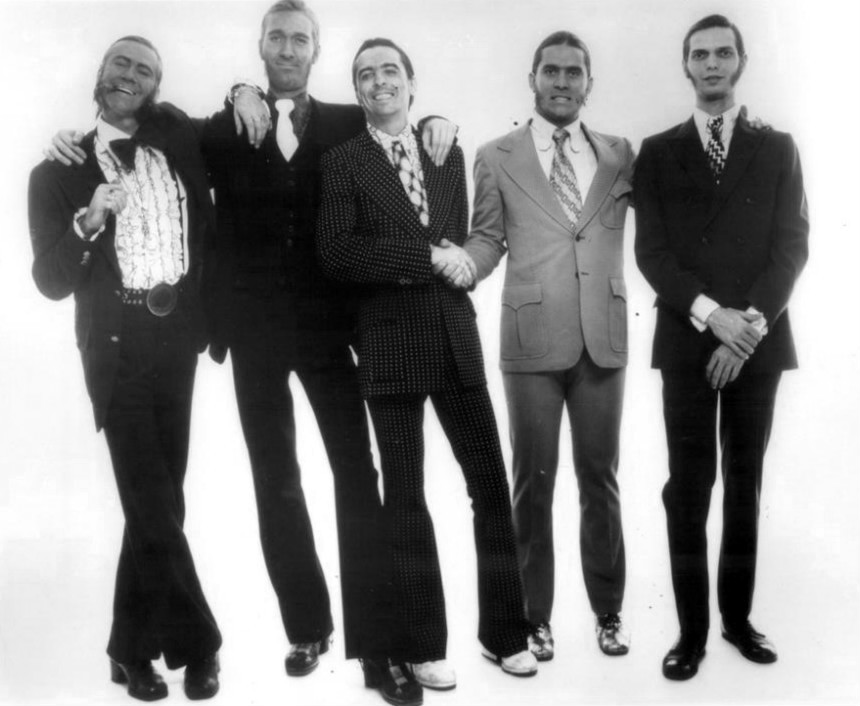
The Alice Cooper group 1973.

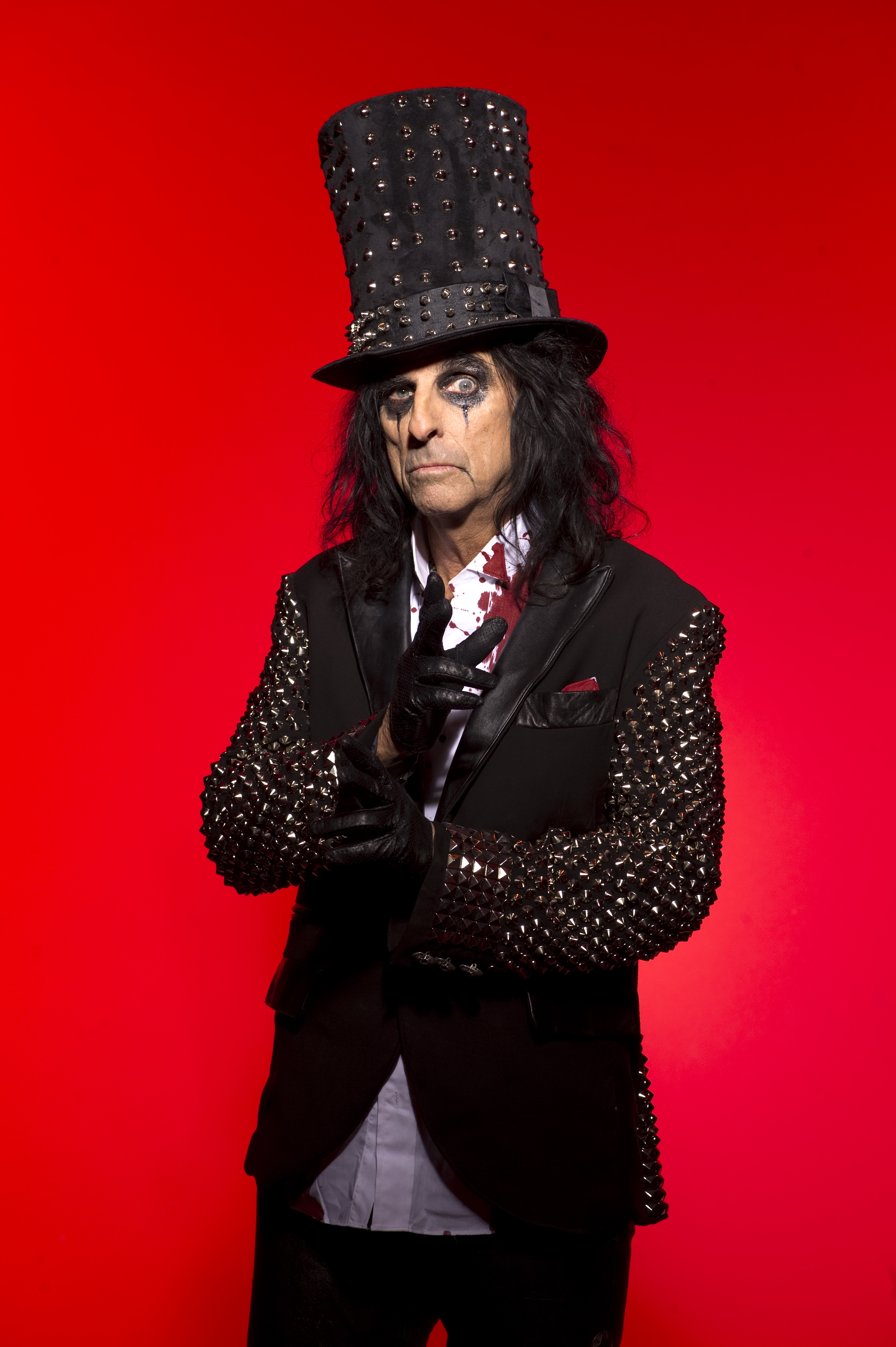
Alice Cooper 2011

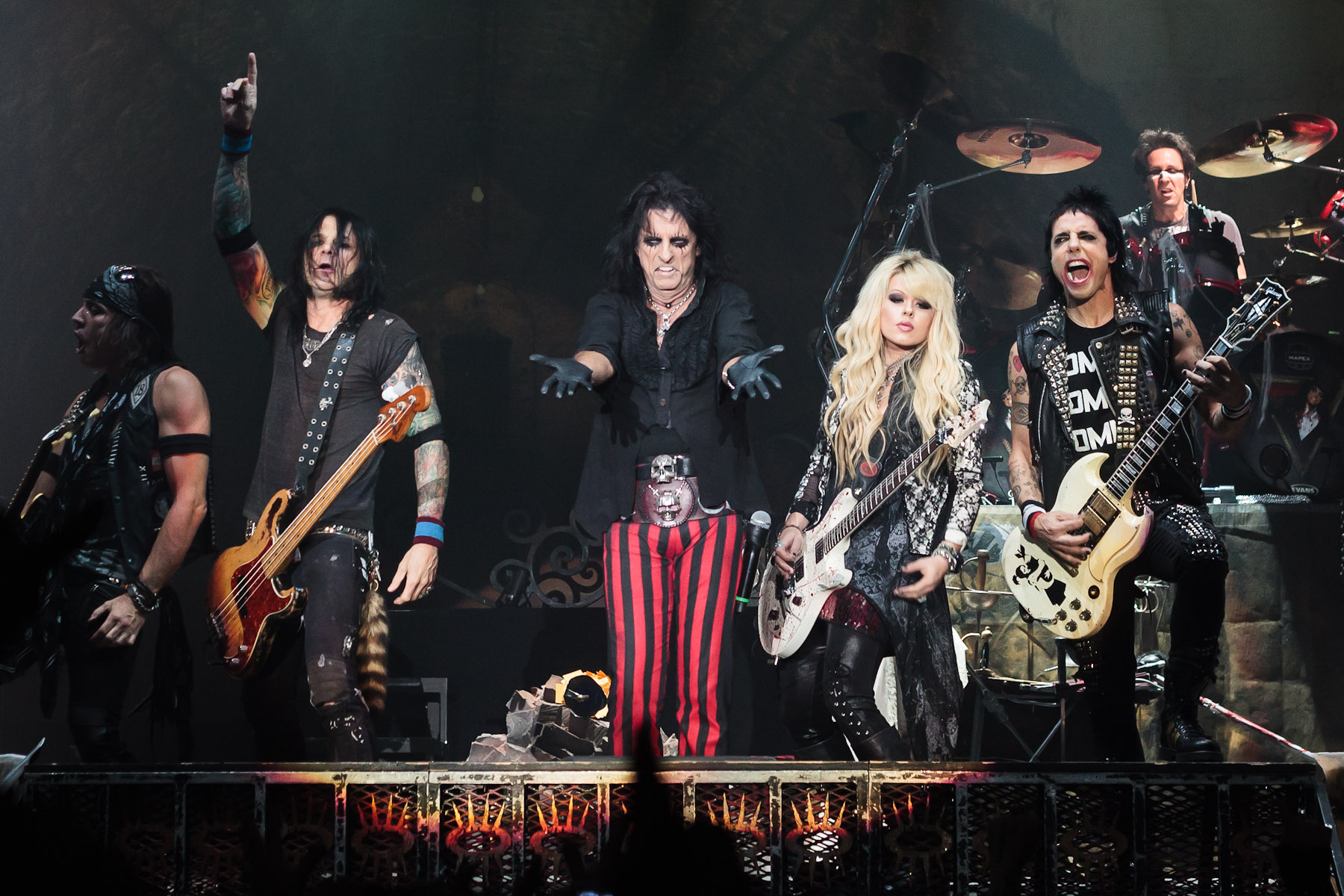
Alice Cooper Live i London 2012.

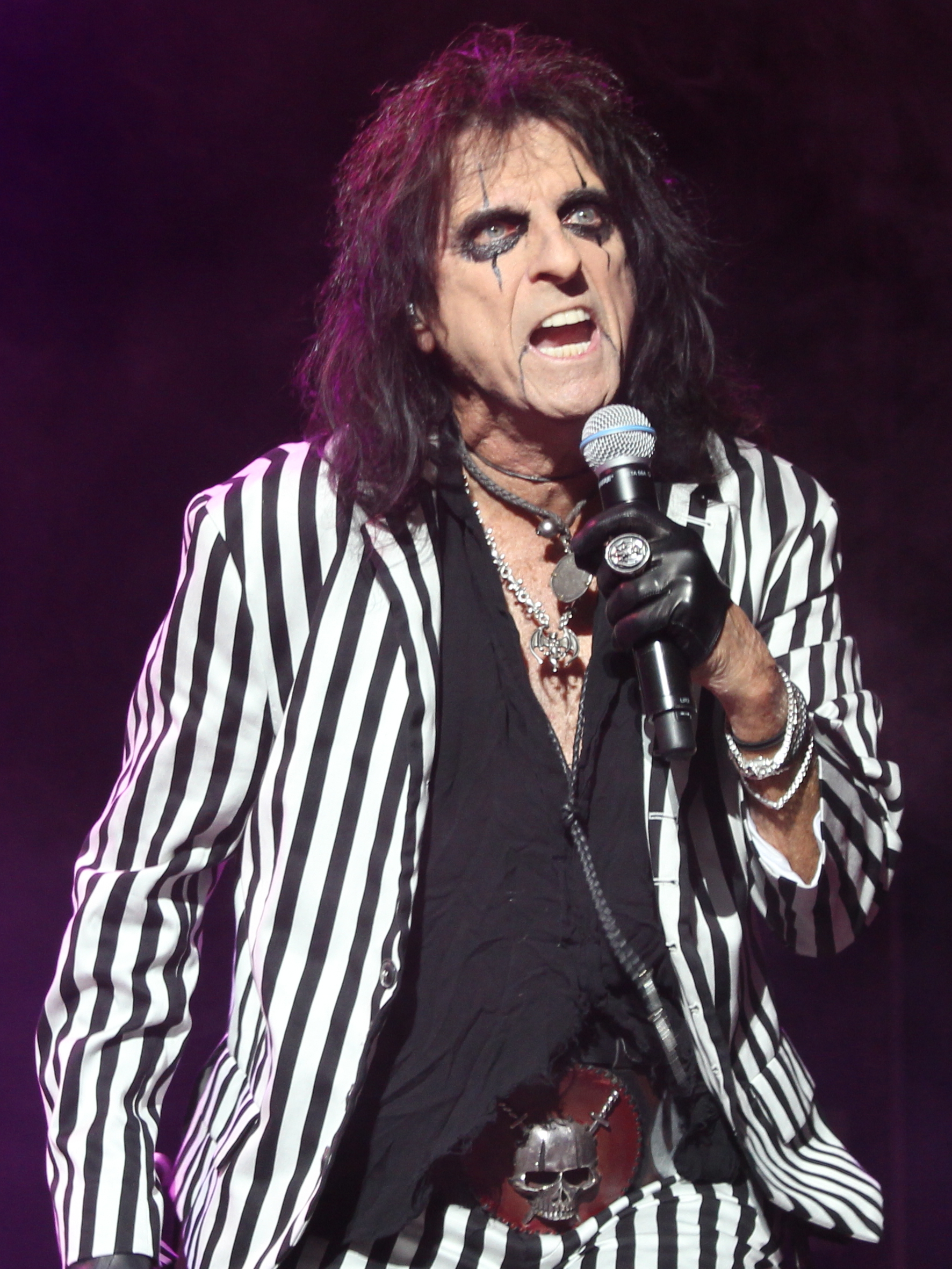
Alice Cooper under en konsert 2016

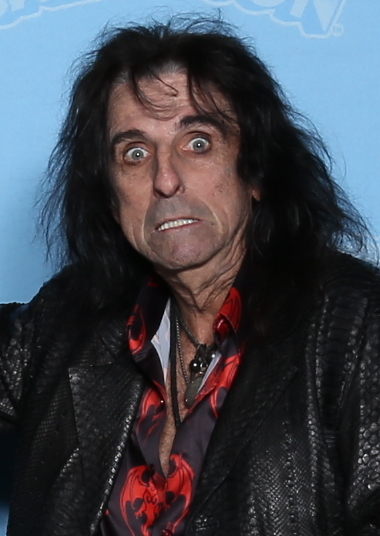
Alice Cooper 2019.

Alice Cooper, född Vincent Damon Furnier den 4 februari 1948 i Detroit i Michigan, är en amerikansk skräckrocksångare och låtskrivare. Alice Cooper hade ursprungligen den dubbla funktionen att vara såväl artistnamn för sångaren som namnet på själva bandet. När bandet började få framgångar blev sångaren alltmer förknippad med namnet och efter bandets splittring 1974 tog sångaren Vincent "Vince" Furnier officiellt Alice Cooper som sitt eget namn även i rent juridisk mening.
Både bandet Alice Cooper och sångaren Alice Cooper var föregångare för så kallad skräckrock, glamrock och hårdrock. Bland den långa rad av bandets kända verk, innan Alice Coopers solokarriär, kan exempelvis nämnas "I'm Eighteen", "Under My Wheels", "School's Out", "No More Mr. Nice Guy" och "Billion Dollar Babies".  
Alice Cooper är mycket uppmärksammad för sina storslagna scenshower, där rekvisitan bland annat har bestått av levande ormar, giljotiner, elektriska stolar, monster och bödlar. Inspirationen för detta har hämtats från framförallt klassiska skräckfilmer och ett av de stora syftena med detta för Alice Cooper har alltid varit att skapa chockeffekter i påkostade liveshower. Hans sminkning vid liveframträdanden är också välkänd. 
Många rockstjärnor, däribland KISS, W.A.S.P., Marilyn Manson, Trent Reznor, Lordi och Rammstein har nämnt honom som en stor inspirationskälla. KISS sångare och basist, Paul Stanley och Gene Simmons, har även nämnt i en intervju att det var Alice Cooper som inspirerade dem att bära smink på scen. År 2011 valdes gruppen Alice Cooper in i Rock and Roll Hall of Fame.

## Biografi

### Uppväxt
Alice Cooper föddes som Vincent Damon Furnier den 4 februari 1948 i Detroit i Michigan. Han har en äldre syster född 1946 som heter Nikki. Hans far Ether Moroni (1924–1987) var präst. Hans mor Ella Furnier (född 1925-2022)  bodde fram till sin död i Arizona. Under hans barndom flyttade hans familj mycket och de bodde i bland annat Detroit och Los Angeles under kortare tidsperioder.

### 1960-talet: Början
Bandet Alice Cooper började i slutet av 1960-talet som The Nazz och bestod av gitarristerna Michael Bruce och Glen Buxton, basisten Dennis Dunaway, trummisen Neal Smith och Vincent Furnier på sång. Bandet hade formats genom gymnasieuppsättningar som The Earwigs och Spiders. The Nazz spelade in några demolåtar och bytte namn till Alice Cooper då de fick veta att Todd Rundgren redan hade ett band som hette The Nazz. Namnet Alice Cooper har fått många förklaringar: bland annat att Alice Cooper skulle vara Furniers spiritistiska dubbelgångare eller att den var den sista häxan som brändes på bål i England. Cooper har senare sagt att han främst inspirerades av Bette Davis rollfigur i Vad hände med Baby Jane?. Han tyckte att klangen i namnet Alice Cooper påminde om den i Bette Davis och Baby Jane.
1968 flyttade gruppen till Los Angeles. De anställde Shep Gordon som manager och skrev på ett kontrakt med Frank Zappas skivbolag Straight. På bolaget gav de ut skivorna Pretties for You och Easy Action samt ett livealbum. Bandet och dess två första skivor fick ett ljummet mottagande av såväl kritiker som publik. Alice Coopers musik och scenshow var någonting nytt som flower power-publiken hade svårt att svälja.

### 1970–1972: Bandet slår igenom
1970 lämnade bandet Los Angeles och flyttade till Alice Coopers födelsestad Detroit där showen genast gick hem mycket bättre. Under den här tiden kom de teatraliska elementen med blod och död in i showen. Också kring denna tid inträffade den legendariska incidenten med en höna på scenen. Någon ur publiken kastade upp en levande höna på scenen. Cooper som trodde att hönan kunde flyga kastade tillbaka den. Den landade i publiken som upprymda slet fågeln i stycken. Pressen misstolkade händelserna och ryktet började sprida sig om "hönsdödar-Alice". Frank Zappa ringde Cooper för att fråga om han hade slitit huvudet av hönan och druckit blodet. Cooper förklarade att så inte var fallet varvid Zappa lär ha sagt: "Vad än du gör, säg ALDRIG att du inte har gjort det!" När Alice Cooper skrev sin självbiografi, "Golf Monster" som släpptes 2007, fick han reda på att bandets manager, Shep Gordon, på något sätt låg bakom incidenten.
Början av 70-talet blev genombrottet och något av en storhetstid för Alice Cooper. I Detroit fick de kontakt med en ung producent vid namn Bob Ezrin som skulle komma att producera ett tiotal skivor för både bandet och artisten Alice Cooper. Ezrin hade en mycket stor del i skapandet av musiken och speciellt imagen för bandet. År 1971 släppte de albumet Love It To Death som innehöll deras första större hit I'm Eighteen: en sång som idag är ett av Coopers mest uppskattade nummer. Albumet Killer följde med hits som Under My Wheels. Under den här tiden arbetade bandet upp sin scenshow med tonvis av smink och feminina "glammiga" kläder designade av modedesignern Cindy Smith. Cindy Smith var syster till Neal Smith och tillsammans med Dennis Dunaway. Hon var med i showen som en jättestor tand och var sköterskan på turnén till Love It To Death. Senare gifte hon sig med Dennis Dunaway och heter nu Cindy Dunaway. Det var också nu de gotiska tortyrelementen kom upp på scenen.
1972 kom albumet School's Out där titelspåret School's Out blev det slutliga genombrottet för Alice Cooper som bevisade för världen att de också kunde göra högklassig rockmusik vid sidan av showelementet. School's Out blev en megahit världen över. 
Med sina explosiva gitarriff, de tunga trummorna och den extatiska sången är låten ett säkert slutnummer på Alice Cooper-konserter och har varit med på många samlingsskivor med historiens bästa rocksånger.

### 1973–1974: Bandets storhetstid
Nästa år släpptes bandets (och artisten Alice Coopers) kommersiellt mest framgångsrika skiva, Billion Dollar Babies som genast ockuperade förstaplatsen både på USA:s och Englands skivförsäljningslistor. För hiten Elected spelades en av historiens första musikvideor in: en video som fortfarande bland många anses vara en av de främsta musikvideorna. 
Här kom hitsen Billion Dollar Babies, Hello Hooray och den välkända No More Mr. Nice Guy. Världsturnén blev legendarisk. I många länder försökte regeringarna stoppa Alice Cooper från att komma till landet vilket bara spädde på myten om monstret Alice Cooper och höjde publikens intresse. I London förbjöds skivbolaget att göra reklam för konserten, vilket resulterade i att Alice Cooper gjorde en gigantisk poster av Cooper iklädd endast en orm och satte fast den på sidorna på en lastbil som de sedan parkerade på Piccadilly Circus. 1974 nådde showen nya höjder. Specialeffekterna var många och väl utförda. Bland annat lät Alice Cooper halshugga sig själv i en mycket realistisk giljotin med ett låtsashuvud och han hängdes i en galge och sattes i en elektrisk stol. Cooper i en tvångströja sjungande The Ballad Of Dwight Fry (efter skräckfilmsskådespelaren Dwight Fry) har blivit en klassiker.
Nu började problem synas på bandkartan. Sedan Alice Coopers karriär inleddes hade bandet mer eller mindre utan uppehåll varit på turné då de inte spelat in nya skivor. Hela bandet hade stora alkoholproblem även om ingen använde droger. Livet på resande fot drev medlemmarna att dricka allt mer vilket slet på förhållandena inom gruppen. Resten av bandet tröttnade på all teater och ville hellre koncentrera sig på musiken medan Cooper själv ville utveckla de teatraliska elementen ytterligare. Journalisten Bob Greene följde med bandet under andra delen av deras turné 1973 och skildrade deras inbördes förhållanden i boken Billion Dollar Baby. Även om boken inte kan sägas ha lett till att bandet splittrades så visade den de konflikter som fanns inom bandet och situationen blev inte bättre. 
Sent år 1973 släppte bandet albumet Muscle of Love men det blev en mindre framgång än tidigare album. Bandet splittrades vid tiden då samlingsplattan Alice Cooper's Greatest Hits släpptes 1974.

### 1975–1988: Solokarriärens topp och botten
Resten av bandet fortsatte med liten framgång under namnet Billion Dollar Babies medan Furnier officiellt fick sitt namn ändrat till Alice Cooper och fortsatte en lyckad solokarriär. Hans första soloskiva, Welcome to My Nightmare från 1975 är av många ansedd som Alice Coopers bästa album någonsin. Konceptalbumet som beskriver en skräckfylld resa genom Coopers skräckfilmsliknande mardröm från insomnandet till uppvaknandet är en både idémässigt, musikaliskt och låtmässigt ett mästerverk. Cooper backades upp av kunniga musiker ur Lou Reeds band och soundet är brett och bitvis till och med jazzigt. På skivan medverkar gitarristerna Dick Wagner och Steve Hunter, basisten Prakash John, keyboardisten Joseph Chirowski och trummisen Whitey 'Penti' Glan. En av de mest minnesvärda sångerna är The Black Widow som inleds med en lång monolog av skräckfilmslegenden Vincent Price. Michael Jackson använde detta på låten Thriller. Skivan innehöll också hits som Steven (en återkommande karaktär i Coopers senare produktion), Department Of Youth, Only Women Bleed och titelspåret. Slash, tidigare gitarrist i Guns N' Roses och Velvet Revolver har sagt att det är hans favoritskiva.
Cooper gav ut skivorna Goes To Hell 1976 och Lace and Whiskey 1977 och spelade även in The Alice Cooper Show 1977. Nu hade Coopers alkoholproblem blivit så stora att han behövde professionell hjälp för att komma ur alkoholismen. Han checkade in på ett mentalsjukhus för att bli kvitt sitt beroende. När han kom ut skrev han om sina upplevelser på sjukhuset i den kritikerrosade skivan From the Inside. Enligt Alice är majoriteten av sångerna på skivan baserade på personer han mötte under sin vårdtid. 
Vid den här tiden inledde han också en karriär som skådespelare på film. Han medverkade bland annat i Mae Wests sista film, Det våras för mormor (Sextette 1978), musikalen Sgt. Pepper's Lonely Hearts Club Band den av Claudio Fragasso regisserade spanska skräckfilmen Monster Dog (1984) och John Carpenters Mörkrets furste (1987).
Alice föll tillbaka i alkoholismen. Första hälften av åttiotalet blev en kommersiell besvikelse för Cooper. Skivorna Flush the Fashion, Special Forces, Zipper Catches Skin och DaDa visade upp en ej nykter Cooper som experimenterade med åttiotalssound och lämnade den klassiska bluesrocken bakom sig. I intervjuer har han sagt att han inte minns dessa album eller turnéerna. Kampen med alkohol och hans tro var två saker som var starkt förknippade. 
Skivan Constrictor från 1986 blev en återvändning till det mer kända Cooper-soundet. Låten He's Back (The Man Behind the Mask) blev en hit då den användes som temamelodi i filmen Fredagen den 13:e del 6 - Jason lever samt hamnade på första plats på singellistorna i Sverige. Både på Constrictor och skivan Raise Your Fist and Yell backas Cooper upp av bland annat Kane Roberts (gitarr) och Kip Winger (bas).

### 1990-talet: Comebacken
Alice Coopers kommersiella comeback gjorde entré då han med producenten och låtskrivaren Desmond Child gav ut skivan Trash. Trash betydde en återvändo till rakare och renare rock men Child lyckades samla ihop ett gäng musiker som bemästrade det populära rocksoundet som företräddes av bland annat Bon Jovi och Aerosmith. Skivan blev en megasuccé och betydde comeback till de stora rampljusen. Poison blev Coopers största hit någonsin. Andra hits från skivan var House Of Fire, Bed Of Nails och Only My Heart Talkin'. Framgången följdes av en storslagen världsturné.
Uppföljaren Hey Stoopid blev inte en lika stor framgång. Gästartister är: Mick Mars och Nikki Sixx från Mötley Crüe, Ozzy Osbourne, Slash och Steve Vai. 1992 framförde han låten Feed My Frankenstein från albumet i filmen Wayne's World där repliken "We're not worthy" sägs. Den ropas än idag till Alice Cooper.
1994 släppte Cooper konceptskivan The Last Temptation där han för första gången öppet talar om sin kristna tro. Skivan lekte med grunge-soundet och Chris Cornell från Soundgarden hjälpte till att skriva låtar. Låten Lost in America blev en mindre hit, men skivan som helhet blev ingen succé. Till skivan släpptes tre serietidningar av Neil Gaiman som utvidgade konceptet på skivan.
1997 släpptes livealbumet A Fistful of Alice. Livealbumet The Alice Cooper Show från 1977 var inspelat när Alice mådde som värst vilket hörs på albumet. Albumet är inspelat på Sammy Hagars klubb i Cabo Wabo och gästartister är bland annat Sammy Hagar själv och Rob Zombie och Slash.

### 2000-talet: En ny skräckrock
I mitten av nittiotalet återvände skräckrocken i form av band som White Zombie, Slipknot och Marilyn Manson.
Efter fyra år av turnerande kontaktade Cooper år 2000 sin gamla producent Bob Ezrin och började ett nytt musikaliskt kapitel med konceptskivan Brutal Planet. Temat på skivan tangerar The Last Temptation men koncentrerar sig mer på teknologins och krigens fasor och "utspelar sig" i en post-apokalyptisk framtid. Skivan är mörk och tung och drar tydliga influenser från moderna skräckrockare som Nine Inch Nails och Rob Zombie. Många gamla Cooper-fans kände inte igen "sin" Alice Cooper i det moderna soundet men skivan lockade å andra sidan en ny yngre publik. Musiker på skivan är bland annat Ryan Roxie (gitarr) Teddy Andreadis (keyboards) och Eric Singer (trummor). Skivan blev också en storslagen turné. Brutal Planet följdes upp av en liknande skiva i samma tema: Dragontown.
2003 och 2005 återvände Cooper till sitt mer avskalade sjuttiotalssound med skivorna The Eyes of Alice Cooper och Dirty Diamonds. Under 2000-talet har Cooper ofta varit på turné.  
År 2008 kom albumet Along Came A Spider. 
Alice Cooper släppte sitt tjugosjätte album, Welcome 2 My Nightmare 13 september 2011.

## Privatliv
Alice Coopers första stadiga flickvän var fotomodellen Cindy Lang. De levde tillsammans under åren 1969–1975. De gjorde slut 1975 vilket ledde till att Cindy Lang stämde Alice Cooper. Den 20 mars 1976 gifte sig Alice Cooper med balettinstruktören Sheryl Goddard som var med i Alice Coopers shower från 1975 till 1982. De har tre barn. Äldsta dottern; Calico Cooper (född 1981) som är skådespelerska, sångerska och har varit med i Alice Coopers turnerande sedan 2000-talet; sonen Dashiel (född 1985) studerar och spelar i bandet Runaway Phoenix; och yngsta dottern Sonora Rose (född 1992). Alice Cooper spelar golf sex dagar i veckan och har 5 i handikapp. Han har en egen golftävling: Alice Cooper Celebrity AM Golf Tournament. Bortsett från musiken har han medverkat i filmer, är restaurangägare och är en populär radio DJ med programmet "Nights with Alice Cooper". 
Alice Cooper lämnade sin kristna tro för en tid och beskriver sig själv som att han är som ”den förlorade sonen” i den bibliska berättelsen. Han växte upp i ett religiöst hem med en präst som far, och gick ”så långt bort från Gud som är möjligt” men när han sedan ville komma tillbaks till Gud stod Gud där med öppna armar och välkomnade honom tillbaks i kärlek. Han säger att hans tro är baserat på en levande relation med Jesus att det inte är ”religion” som människor tror när de jämför kristna med andra religioner. Kristendomen är annorlunda. Han säger att han inte vill vara "en kristen sångare" utan bara en sångare som råkar vara kristen. På senare tid har hans tro påverkat musikskrivandet. Detta är mest uppenbart på skivan The Last Temptation, men även på skivor som Brutal Planet och Dragontown kan man skönja ett kristet budskap. I boken "Alice Cooper: Golf Monster" talar Alice öppet om sin kristna tro mer än tidigare.

## Medlemmar

### 1964–1967 The Earwigs / The Spiders / The Nazz (pre Alice Cooper)
- Vince Furnier (Alice Cooper) (sång)
- Glen Buxton (gitarr)
- Dennis Dunaway (basgitarr)
- John Speer (trummor)
- John Tatum (gitarr)
- Michael Bruce (gitarr) (fr o m 1966)
- Neal Smith (trummor) (fr o m 1967)

### 1968–1972 Alice Cooper (Grupp)
- Alice Cooper (sång)
- Glen Buxton (gitarr)
- Michael Bruce (gitarr)
- Dennis Dunaway (basgitarr)
- Neal Smith (trummor)

### 1973–1974 Alice Cooper (Grupp)
- Alice Cooper (sång)
- Glen Buxton (gitarr)
- Michael Bruce (gitarr)
- Dennis Dunaway (basgitarr)
- Neal Smith(trummor)
- Mick Mashbir (gitarr)
- Bob Dolin (keyboards)

### 1975–1976 Alice Cooper - soloartist fr o m 1975 och vidare
- Alice Cooper (sång)
- Steve Hunter (gitarr)
- Dick Wagner (gitarr)
- Josef Chirowski (keyboards)
- Penti Glan (trummor)
- Prakash John (basgitarr)
- Tony Levin (basgitarr)
- Allan Schwartzberg (trummor)

### 1977–1979
- Alice Cooper (sång)
- Steve Hunter (gitarr)
- Dick Wagner (gitarr)
- Allan Schwartzberg (trummor)
- Dennis Conway (trummor)
- Penti Glan (trummor)
- Prakash John (basgitarr)
- Davey Johnstone (gitarr)
- Jefferson Kewley (gitarr)
- Bob Kulick (gitarr)
- Tony Levin (basgitarr)
- Fred Mandel (keyboards)
- Dee Murray (basgitarr)
- Mark Stein (keyboards)

### 1980–1983
- Alice Cooper (sång)
- Duane Hitchings (basgitarr)
- Prakash John (basgitarr)
- Davey Johnstone (gitarr)
- Craig Kampf (trummor)
- Richard Kolinka (trummor)
- Mike Pinera (gitarr)
- Erik Scott (basgitarr)
- Jan Uvena (trummor)
- Dick Wagner (gitarr)

### 1984–1988
- Alice Cooper (sång)
- Kane Roberts (gitarr)
- Kip Winger (basgitarr)
- Paul Taylor (keyboards)
- Johnny Dime (gitarr)
- Donnie Kisselbach (basgitarr)
- Ken Mary (trummor)
- Steve Steele (basgitarr)

### 1989–1993
- Alice Cooper (sång)
- Tommy Carradonna (basgitarr)
- Pete Friesen (gitarr)
- Vinnie Moore (gitarr)
- Jonathon Mover (trummor)
- Al Pitrelli (gitarr)
- Derek Sherinian (keyboards)
- Eric Singer (trummor)

### 1994–2002
- Alice Cooper (sång)
- Teddy Andreadis (keyboards)
- Reb Beach (gitarr)
- Stef Burns (gitarr)
- Jimmy DeGrasso (trummor)
- Eric Dover (gitarr)
- Todd Jensen (basgitarr)
- Ryan Roxie (gitarr)
- Derek Sherinian (keyboards)
- Eric Singer (trummor)
- Greg Smith (basgitarr)
- Paul Taylor (keyboards)
- David Uosikkinen (trummor)
- Chuck Wright (basgitarr)
- Pete Friesen (gitarr)

### 2003–2006
- Alice Cooper (sång)
- Eric Singer (trummor)
- Chuck Garric (basgitarr)
- Damon Johnson (gitarr)
- Keri Kelli (gitarr)
- Ryan Roxie (gitarr)
- Tommy Clufetos (trummor)
- Eric Dover (gitarr)

### 2007
- Alice Cooper (sång)
- Jason Hook (gitarr)
- Eric Singer (trummor)
- Keri Kelli (gitarr)
- Eric Dover (basgitarr)

### 2008
- Alice Cooper (sång)
- Eric Singer (trummor)
- Chuck Garric (basgitarr)
- Damon Johnson (gitarr)
- Keri Kelli (gitarr)

### 2009–2010
- Alice Cooper (sång)
- Jimmy Degrasso (trummor)
- Chuck Garric (basgitarr)
- Damon Johnson (gitarr)
- Keri Kelli (gitarr)

### 2011
- Alice Cooper (sång)
- Glen Sobel (trummor)
- Chuck Garric (basgitarr)
- Damon Johnson (gitarr)
- Tommy Henriksen (gitarr)
- Steve Hunter (gitarr)
- Orianthi Panagaris (gitarr) (ersätter Damon Johnson fr o m september)

### 2012–2013
- Alice Cooper (sång)
- Glen Sobel (trummor)
- Chuck Garric (basgitarr)
- Orianthi Panagaris (gitarr)
- Tommy Henriksen (gitarr)
- Ryan Roxie (gitarr)

### 2013–
- Alice Cooper (sång)
- Glen Sobel (trummor)
- Chuck Garric (basgitarr)
- Nita Strauss (gitarr)
- Tommy Henriksen (gitarr)
- Ryan Roxie (gitarr)

## Diskografi
Album
- 1969 – Pretties for You
- 1970 – Easy Action
- 1971 – Love It to Death
- 1971 – Killer
- 1972 – School's Out
- 1973 – Billion Dollar Babies
- 1973 – Muscle of Love
- 1974 – Alice Cooper's Greatest Hits
- 1975 – Welcome to My Nightmare
- 1976 – Alice Cooper Goes to Hell
- 1977 – Lace and Whiskey
- 1977 – The Alice Cooper Show (livealbum)
- 1978 – From the Inside
- 1980 – Flush the Fashion
- 1981 – Special Forces
- 1982 – Zipper Catches Skin
- 1983 – DaDa
- 1986 – Constrictor
- 1987 – Raise Your Fist And Yell
- 1989 – Trash
- 1991 – Hey Stoopid
- 1994 – The Last Temptation
- 1997 – A Fistful of Alice (livealbum)
- 1999 – The Life & Crimes Of Alice Cooper (samlingsbox)
- 2000 – Brutal Planet
- 2001 – Dragontown
- 2003 – The Eyes of Alice Cooper
- 2005 – Dirty Diamonds
- 2008 – Along Came a Spider
- 2010 – Alice Does Alice (EP)
- 2011 – Old School 1964–1974
- 2011 – Welcome 2 My Nightmare
- 2017 – Paranormal
- 2021 – Detroit Stories
- 2023 – Road

Singlar
- "Reflected" (1969)
- "Shoe Salesman" (1970)
- "I'm Eighteen" (1970)
- "Caught In A Dream" (1971)
- "Under My Wheels" (1971)
- "Be My Lover" (1972)
- "School's Out" (1972)
- "Elected" (1972)
- "Hello Hooray" (1973)
- "No More Mr. Nice Guy" (1973)
- "Billion Dollar Babies" (1973)
- "Teenage Lament '74" (1973)
- "Muscle of Love" (1974)
- "I'm Eighteen (Greatest Hits remix)" (1974)
- "Only Women Bleed" (1975)
- "Department of Youth" (1975)
- "Welcome To My Nightmare" (1975)
- "I Never Cry" (1976)
- "You and Me" (1977)
- "(No More) Love At Your Convenience" (1977)
- "How You Gonna See Me Now" (1978)
- "From the Inside" (1979)
- "Clones (We're All)" (1980)
- "Talk Talk" (1980)
- "You Want It, You Got It" (1981)
- "Seven & Seven Is" (1982)
- "For Britain Only" (1982)
- "I Am The Future" (1982)
- "I Like Girls" (1982)
- "I Love America" (1983)
- "He's Back (The Man Behind The Mask)" (1986)
- "Teenage Frankenstein" (1987)
- "Freedom" (1987)
- "I Got A Line On You" (1988)
- "Poison" (1989)
- "Bed Of Nails" (1989)
- "House Of Fire" (1989)
- "Only My Heart Talkin'" (1990)
- "Hey Stoopid" (1991)
- "Love's A Loaded Gun" (1991)
- "Feed My Frankenstein" (1992)
- "Burning Our Bed" (1992)
- "Lost In America" (1994)
- "It's Me" (1994)
- "School's Out (Live)" (1997)
- "Gimme" (2000)
- "Keepin' Halloween Alive" (2009)
- "I'll Bite Your Face Off" (2011)
- "Runaway Train" (2011)

## DVD, Bluray och VHS
- 1973 – Good To See You Again Alice Cooper
- 1975 – Welcome To My Nightmare Live
- 1987 – The Nightmare Returns
- 1990 – Trashes The World
- 1991 – Prime Cuts: The Alice Cooper Story
- 2000 – British Rock Symphony
- 2000 – Brutally Live (DVD+CD set 2003)
- 2005 – Live At Montreux (Livealbum, DVD samt Bluray)
- 2010 – Theatre of Death (Livealbum, DVD samt Bluray)

VHS
- Alice Cooper – The Nightmare Special (1975)
- Welcome To My Nightmare (1975)
- Alice Cooper And Friends (1977)
- The Strange Case Of Alice Cooper (1979)
- The Nightmare Returns (1987)
- Video Trash (1989)
- Prime Cuts (1991)
- Brutally Live (2000)

## Filmografi
- 1970 – Diary of a Mad Housewife
- 1971 – We Have Come for Your Daughters
- 1976 – Welcome to My Nightmare
- 1978 – Mupparna
- 1978 – Sextette
- 1978 – Sgt. Pepper's Lonely Hearts Club Band
- 1980 – Roadie
- 1984 – Monster Dog
- 1987 – Prince of Darkness
- 1988 – The Decline of Western Civilization Part II: The Metal Years
- 1988 – The Freddy Krueger Special
- 1991 – Freddy's Dead: The Final Nightmare
- 1992 – Wayne's World
- 1996 – Fairway to Heaven
- 1999 – Sofia Eriksson möter Alice Cooper
- 2000 – Dario Argento: An Eye for Horror
- 2001 – The Attic Expeditions
- 2001 – 25 Years of Punk
- 2002 – Adventures in Rock
- 2003 – Mayor of the Sunset Strip
- 2004 – John Carpenter: Fear Is Just the Beginning... The Man and His Movies (samling av skräckfilmar)
- 2004 – Spooks & Creeps
- 2005 – Metal: A Headbanger's Journey
- 2005 – Unauthorized and Proud of It: The Story of Todd Loren's Rock 'N' Roll Comics
- 2006 – I Did Not Know That
- 2009 – Suck
- 2010 – Lemmy
- 2010 – Never Sleep Again: The Elm Street Legacy
- 2010 – Horrorween
- 2011 – Rock 'N' Roll Exposed: The Photography of Bob Gruen
- 2012 – Sunset Strip
- 2012 – Louder Than Love: The Grande Ballroom Story
- 2012 – Dark Shadows
- 2012 – A Band Called Death
- 2012 – Bigfoot
- 2013 – Who Shot Rock & Roll: The Film
- 2013 – Drew: The Man Behind the Poster
- 2013 – Supermensch: The Legend of Shep Gordon
- 2013 – Crystal Lake Memories: The Complete History of Friday the 13th
- 2013 – Skum Rocks!
- 2014 – Super Duper Alice Cooper
- 2014 – An Honest Liar
- 2014 – Wacken 3D
- 2015 – Danny Says
- 2015 – To Be Frank: Sinatra at 100
- 2015 – Smoke and Mirrors: The Story of Tom Savini
- 2016 – Hired Gun
- 2017 – Here's to Life: The Story of The Refreshments
- 2017 – Cum on Feel the Noize: The Story of How Rock Became Metal
- 2018 – Detroit: Comeback City
- 2018 – Hellfest
- 2018 – Udo Lindenberg - MTV Unplugged - Live vom Atlantik
- 2018 – Rock Camp: The Movie
- 2018 – Chuck Berry
- 2018 – Jesus Christ Superstar Live in Concert
- 2019 – Boy Howdy: The Story of Creem Magazine
- 2019 – Live from the Astroturf, Alice Cooper
- 2019 – Suzi Q
- 2019 – House of Cardin
- 2019 – You Wanted the Best... You Got the Best: The Official KISS Movie

## Citat
- "Saying you don't like Alice is like saying you don't like Boa Constrictors"
- "Without Alice there would be no goth, no punk and no glam"
- "The conviction of goth, is Alice Cooper"
- "Drinking beer is easy. Trashing your hotel room is easy. But being a Christian, that's a tough call. That's real rebellion!"
- "He (Marilyn Manson) has a woman's name and wears makeup. How original."